# El Mundo (El Salvador)
Editoral El Mundo es una empresa salvadoreña dedicada a la publicación y distribución de contenidos que tiene como principal producto la publicación de su periódico matutino, titulado El Mundo; además de folletos, suplementos, revistas, entre otros escritos.

## Diario El Mundo
Es un periódico de El Salvador editado en San Salvador que fue fundado el 6 de febrero de 1967 por el Dr. Juan José Borja y que, actualmente, preside su hijo Juan José Borja Papini. Empezó como medio de comunicación escrito que circuló por primera vez en el horario vespertino. En el 2004, casi 40 años después de ser fundado, su circulación cambió al horario matutino. Además a nivel del país es el tercer periódico más leído. 
Juan José Borja Papini, actual presidente de Diario El Mundo, considera que el periódico siempre ha mantenido una visión pluralista, objetiva e incluyente, lo que les ha permitido tener un impacto positivo a nivel nacional e internacional. Siguiendo con esos ideales, Diario El Mundo ha estado siempre abierto a nuevos cambios y a expandirse, claro ejemplo fue su incursión en el ámbito radial con su estación DM Radio que operó desde el 2002 hasta el 2006 en la frecuencia 105.3 FM.
También como parte de Diario El Mundo cuentan con el periódico El Migueleño, el cual se publica mensualmente y que es distribuido, exclusivamente, en la zona oriental del territorio salvadoreño. El Migueleño guarda una característica especial por su formato de distribución gratuita en algunos sectores estratégicos de la región oriental del país. 

## Imprenta El Mundo
Es una imprenta que cuenta con una variada gama de productos para ofrecer a los consumidores. Para sus productos offset como flyers, folletos o afiches, cuentan con una imprenta Heidelberg y para la impresión de periódicos, semanarios o revistas, cuentan con una Goss, lo que constata que poseen maquinaria moderna para lograr la satisfacción y confianza de sus clientes. Entre el catálogo de productos que ofrecen destacan calendarios, agendas, hojas volantes, folletos, afiches, revistas, sobres, calcomanías, entre otros artículos que ofrece a empresas privadas y gobierno.  

## Rapimundo
Es una unidad que ofrece el servicio de envío de paquetería, papelería y otro tipo de productos al interior del país de manera masiva, casa por casa, volanteo personalizado a empresas y que está dirigido a comercio, gobierno y personas naturales. Su servicio cubre todo el territorio nacional. Para el año 2016, Rapimundo distribuyó, aproximadamente, tres millones de productos para empresas, comercios, compañías de telefonía, entre otros. El éxito de esta unidad es atribuido al excelente mapeo que tienen de las grandes ciudades del país como Santa Ana, San Miguel y San Salvador, lo que les permite entregar los encargos con rapidez.

## Editorial Bavaria
Es una editorial de revistas especializadas que nace en el 2007, enfocada en cumplir las diversas necesidades de comunicación y de propagación de empresas, tanto nacionales como internacionales. Entre sus productos destacan: 
- Revista VidaSana: dedicada a temas de salud, nutrición, belleza y ejercicio. Su publicación es bimestral y su distribución es gratuita.
- Revista DeVacaciones: dedicada al área de turismo salvadoreño y de la región. Su distribución también es gratuita y su publicación está ligada a periodos vacacionales.

Sin embargo, Editora Bavaria no se dedica solamente al área de publicación de revistas, cuentan también con una amplia experiencia en alimentación y mantenimiento de páginas web y creación de contenidos digitales.

## Edición Digital
Desde finales del siglo pasado, parte de la prensa escrita salvadoreña empezaba su transformación digital y su adaptación al Internet, como fue el caso de El Diario de Hoy y La Prensa Gráfica, quienes en 1995 y 1996, respectivamente, crearon sus páginas web. Además, empezaban a nacer periódicos nativos digitales como el caso de El Faro en 1998. Ante esto, Diario El Mundo decidió no quedarse atrás y en el año 2004 lleva a cabo una renovación, la cual implicaba la creación de su equipo multimedia que fue el encargado de la elaboración y funcionamiento del sitio web del diario.
La página web ofrece la posibilidad de acceder y consultar diversas noticias de último momento o de días anteriores. Además, permite al usuario leer la edición del día del periódico o ediciones anteriores en formato E-Paper. El sitio web de Diario El Mundo también cuenta con todo tipo de secciones para cada público, en donde se publican noticias concretas, fidedignas e instantáneas, siguiendo la lógica de una redacción y énfasis especializado por tratarse de una noticia para un medio digital.  En el mismo sitio web se pueden encontrar los enlaces correspondientes que redirigen al Kiosko Digital, Revistas y Blogs variados que ofrece Editorial El Mundo.
En una entrevista realizada a la periodista Yolanda Magaña, aclaró que a partir del 2009 la prensa salvadoreña empezaba a experimentar la transmisión de información a través del uso de las nuevas redes sociales. Esto se tradujo en ventajas con respecto a la inmediatez, acceso y cantidad de información. Desde ese año, el uso de estas nuevas plataformas no ha dejado de incrementar y ahora se han vuelto fundamentales para la práctica de un periodismo que es cada vez más ágil, inmediato y que está en constante innovación. En el 2012, Diario El Mundo era el periódico que más utilizaba las redes sociales para la comunicación dentro del diario, es decir, para la producción de la información que, posteriormente, sería publicada.

## Actualidad
Actualmente, Editorial El Mundo se destaca por su incursión en el mundo digital, tanto en el área de redes sociales como de su sitio web, posicionándose como la tercera fuerza periodística al servicio de la población salvadoreña. Esta incursión en el ámbito digital está ligada con los tres aspectos que Roger Fidler menciona en su libro Mediamorfosis:necesidades percibidas, presiones de lo político y de la competencia, y las innovaciones sociales y tecnológicas. Esto lo comprueba Javier Maldonado, periodista multimedia de Diario El Mundo, quien mencionó en una entrevista que los periodistas necesitan aprender a utilizar las nuevas plataformas para no quedarse rezagados como consecuencia de las innovaciones tecnológicas y de las nuevas exigencias de los lectores del diario.
En el área de redes sociales poseen cuentas institucionales en las plataformas de Twitter y de Facebook, ambas desde octubre de 2010; Canal de YouTube, desde marzo de 2014; perfil de Instagram, desde julio de 2013. Actualmente el perfil institucional de Diario El Mundo en Twitter cuenta con más de 234 mil seguidores, en Facebook cuentan con más de 856 mil seguidores, el canal de YouTube cuenta con más de 8 mil suscriptores, y la cuenta de Instagram es seguida por más de 5 mil seguidores. En una edición especial, por motivo de la celebración de su quincuagésimo aniversario en 2017, publicaron que conectaban con 1 millón 250 mil personas alrededor del mundo por medio de sus respectivas plataformas digitales.
Estas cuentas institucionales en las diferentes redes sociales son manejadas por el equipo multimedia de Editorial el Mundo, quienes se encargan de dar diferentes noticias al día, informando a su público sobre los últimos acontecimientos en las diferentes secciones que ofrece el diario. Según Javier Maldonado, en línea se manejan los mismos valores, las mismas características, los mismos compromisos que en su edición analógica. Además, recalca que Diario el Mundo tiene como objetivo la convergencia entre lo impreso y lo digital, puesto que son conscientes de las nuevas tendencias, pero no dejan de lado la importancia de mantener una edición física que permita impactar en un público de mayor edad y más tradicional. 